# Callistochiton rotondus
Callistochiton rotondus är en blötdjursart som beskrevs av Eugène Leloup 1981. Callistochiton rotondus ingår i släktet Callistochiton och familjen Ischnochitonidae.
Artens utbredningsområde är Madagaskar. Inga underarter finns listade i Catalogue of Life.